# Marisa de Leza
María Luisa González Benés, conocida artísticamente como Marisa de Leza (Madrid, 9 de junio de 1933-Ib., 13 de octubre de 2020), fue una actriz de cine, teatro y televisión española.

## Biografía
Debutó en el cine con tan solo catorce años en la película La manigua sin Dios (1947), de Arturo Ruiz Castillo. A lo largo de la década de los cincuenta y primeros sesenta se consolidó como una destacada actriz, tanto en cine como en teatro, donde interpretó entre otras obras, Las palabras en la arena, Pigmalión y Después de la caída.
En 1957 contrajo matrimonio con el futbolista Mario Durán, con el que tuvo tres hijos (Luis Javier, Yolanda y Cristina); y desde mediados de la década de los 60 espació notablemente sus actividades artísticas, retornando veinte años después.
A partir de ese momento empezó a distanciar sus apariciones cinematográficas, centrando su carrera en el medio televisivo, del que se convirtió en rostro habitual en los años setenta, con notables interpretaciones en espacios de TVE como Estudio 1 o series como La Barraca (1979), Pedro I el Cruel (1989) o Señor alcalde (1998).
Se dedicó también con profusión al teatro, con obras como Esquina peligrosa (1963), de J.B. Priestley, Julio César (1964), de William Shakespeare, Águila de blasón (1966), de Valle-Inclán, Fedra (1973), de Miguel de Unamuno, La doble historia del doctor Valmy (1976), Jueces en la noche (1979), ambas de Antonio Buero Vallejo, Crónica del alba. Valentina, de Ramón J. Sender (1982), La cena del rey Baltasar, de Pedro Calderón de la Barca, La loba (1993), Volpone (1998) de Ben Johnson, Enrique IV (2002), con dirección de José Tamayo.
En 2000, tras varios años de ausencia, regresó a la patalla grande con You're the one (una historia de entonces), de José Luis Garci, interpretando a la madre de Lydia Bosch. Falleció en octubre de 2020.

## Teatro
- Las palabras en la arena  (1949), de Antonio Buero Vallejo.
- Julio César  (1964), de William Shakespeare.
- Calígula  (1964), de Albert Camus.
- Pigmalión (1964), de George Bernard Shaw
- El caballero de las espuelas de oro  (1964), de Alejandro Casona.
- Después de la caída  (1965), de Arthur Miller.
- Pigmalion  (1965), de Bernard Shaw.
- Águila de blasón  (1966), de Valle-Inclán.
- Corona de amor y muerte  (1966), de Alejandro Casona.
- Biografía (1969), de Max Frisch.
- Fedra (1973), de Miguel de Unamuno.
- Qué absurda es la gente absurda (1974) de Alan Ayckbourn.
- La doble historia del doctor Valmy  (1976), de Antonio Buero Vallejo.
- Los hijos de Kennedy (1977), de Robert Patrick.
- Jueces en la noche  (1979), de Antonio Buero Vallejo.
- Cosas de papá y mamá  (Estudio 1, 1980), de Alfonso Paso.
- La cena del rey Baltasar (1981), de Pedro Calderón de la Barca.[3]
- El engañao (1981), de José Martín Recuerda.[4]
- Borkman (1981), de Ibsen.[5]
- El médico de su honra (1986), de Calderón de la Barca.
- Los locos de Valencia (1986), de Lope de Vega.
- La loba (1993), de Lillian Hellman.[6]
- Volpone  (1998), de Ben Jonson.
- El gran teatro del mundo  (1998), de Calderón de la Barca.
- Enrique IV  (2002), de William Shakespeare.

## Filmografía
- Yo no soy la Mata-Hari, (1950)
- Teatro Apolo (1950).
- El barril de amontillado (Cortometraje), (1950)
- Surcos (1951).
- Día tras día (1951).
- Tercio de quites, (1951)
- El tirano de Toledo, (1953)
- Fuego en la sangre (1953).
- Bajo el cielo de España, (1953)
- Vuelo 971, (1953)
- Juzgado permanente, (1954)
- La patrulla, (1954)
- El expreso de Andalucía (1956).
- Alejandro Magno (1956).
- Entre hoy y la eternidad, (1956)
- Con su permiso, papá, (1956)
- El andén (1957).
- El sol sale todos los días, (1958)
- La frontera del miedo, (1958)
- Parque de Madrid, (1959)
- Diego Corrientes (1959).
- El traje de oro, (1960)
- Altas variedades, (1960)
- Mi mujer me gusta más, (1961)
- Cerca de las estrellas, (1962)
- Cena de matrimonios, (1962)
- La gran coartada (1963).
- Una madeja de lana azul celete, (1964)
- Destino: Barajas, (1965)
- La otra orilla, (1965)
- Crónica del alba. Valentina (1982).
- Bienes de consumo y calidad de vida (Cortometraje), (1982)
- 1919: Crónica del alba 2ª parte (1983).
- Caminos de tiza, (1988)
- You're the One (una historia de entonces), (2000)
- Primer y último amor, (2002)
- Para que no me olvides, (2005)

## Actuaciones en televisión
- El guión (Mediometraje, película para televisión), (1970)
- Estudio 1
  - Historias de detectives (12 de febrero de 1971)
  - Espectros (2 de febrero de 1976)
  - Réquiem para una mujer (1 de diciembre de 1977)
  - La desconocida de Arrás (16 de marzo de 1978)
  - La guerra empieza en Cuba (27 de diciembre de 1978)
  - Don José, Pepe y Pepito (6 de enero de 1980)
  - Cosas de papá y mamá (1 de junio de 1980)
  - El poder de las tinieblas (2 de noviembre de 1980)
  - Señora Ama II (14 de diciembre de 1980)
- Sospecha
  - Mientras la víspera espera (1 de junio de 1971)
- Las doce caras de Eva
  - Tauro (3 de noviembre de 1971)
- Otoño romántico (1973-1974) [nota 1]
- Ficciones
  - Las hijas de las desdichas (29 de diciembre de 1973)
- Novela
  - Nunca como antes (13 de mayo de 1974)
  - El invernadero (5 de enero de 1976)
- Mujeres insólitas
  - Ana de Mendoza, princesa de Éboli (15 de febrero de 1977)
- Teatro estudio
  - Historias de detectives (7 de septiembre de 1978)
- La barraca
  - Episodio 1 (1 de octubre de 1979)
  - Episodio 2 (2 de octubre de 1979)
  - Episodio 3 (3 de octubre de 1979)
  - Episodio 4 (4 de octubre de 1979)
  - Episodio 5 (5 de octubre de 1979)
  - Episodio 6 (8 de octubre de 1979)
  - Episodio 7 (9 de octubre de 1979)
  - Episodio 8 (10 de octubre de 1979)
  - Episodio 9 (11 de octubre de 1979)
- Teatro
  - Ocho mujeres (27 de abril de 1980)
- Escrito para televisión
  - Querido insensato (11 de septiembre de 1984)
- Segunda enseñanza
  - Los campeones (23 de enero de 1986)
- La comedia dramática española
  - El día de gloria (14 de agosto de 1986)
- Pedro I el Cruel
  - Episodio 1 (9 de enero de 1989)
  - Episodio 2 (10 de enero de 1989)
  - Episodio 3 (11 de enero de 1989)
  - Episodio 4 (12 de enero de 1989)
  - Episodio 5 (13 de enero de 1989)
  - Episodio 6 (16 de enero de 1989)
  - Episodio 7 (17 de enero de 1989)
  - Episodio 8 (18 de enero de 1989)
  - Episodio 9 (19 de enero de 1989)
  - Episodio 10 (20 de enero de 1989)
- Primera función
  - Querido insensato (3 de agosto de 1989)
  - El escaloncito (21 de septiembre de 1989)
  - Las cometas (16 de noviembre de 1989)
- Lleno, por favor
  - ¡Polvo eres, Hernández! (6 de noviembre de 1993)
- Farmacia de guardia
  - Como una sílfide (9 de diciembre de 1993)
- Encantada de la vida
  - Episodio del 13 de junio de 1994
- Los ladrones van a la oficina
  - Esplendor en el césped (11 de enero de 1995)
- Señor alcalde
  - El juego del escondite (28 de enero de 1998)
  - Poderoso caballero es don dinero (18 de marzo de 1998)
  - Por un puñado de piedras (21 de julio de 1998)
  - Cuatro mil ovejas (16 de agosto de 1998)
  - Nada es lo que parece (13 de septiembre de 1998)
- Hospital Central
  - Y tú te vas (23 de mayo de 2007)

## Premios
Medallas del Círculo de Escritores Cinematográficos
| Año  | Categoría               | Película           | Resultado |
| ---- | ----------------------- | ------------------ | --------- |
| 1951 | Mejor actriz secundaria | Surcos             | Ganadora  |
| 1953 | Mejor actriz principal  | Fuego en la sangre | Ganadora  |

Festival Internacional de Cine de San Sebastián
| Año  | Categoría    | Película    | Resultado |
| ---- | ------------ | ----------- | --------- |
| 1954 | Mejor actriz | La patrulla | Ganador   |